# Mystic Island
Mystic Island és una població dels Estats Units a l'estat de Nova Jersey. Segons el cens del 2000 tenia 8.694 habitants.

## Demografia
Segons el cens del 2000, Mystic Island tenia 8.694 habitants, 3.485 habitatges, i 2.453 famílies. La densitat de població era de 440,5 habitants/km².
Dels 3.485 habitatges en un 26,3% hi vivien nens de menys de 18 anys, en un 56,2% hi vivien parelles casades, en un 9,6% dones solteres, i en un 29,6% no eren unitats familiars. En el 23,9% dels habitatges hi vivien persones soles el 12,7% de les quals corresponia a persones de 65 anys o més que vivien soles. El nombre mitjà de persones vivint en cada habitatge era de 2,45 i el nombre mitjà de persones que vivien en cada família era de 2,89.
Per edats la població es repartia de la següent manera: un 22,1% tenia menys de 18 anys, un 5,7% entre 18 i 24, un 25,7% entre 25 i 44, un 24,5% de 45 a 60 i un 22% 65 anys o més.
L'edat mediana era de 43 anys. Per cada 100 dones de 18 o més anys hi havia 90,9 homes.
La renda mediana per habitatge era de 41.674 $ i la renda mediana per família de 47.372 $. Els homes tenien una renda mediana de 38.654 $ mentre que les dones 27.420 $. La renda per capita de la població era de 18.737 $. Aproximadament el 4,4% de les famílies i el 7,8% de la població estaven per davall del llindar de pobresa.

## Poblacions més properes
El següent diagrama mostra les poblacions més properes.